# Ferdinand Keller (Moderator)

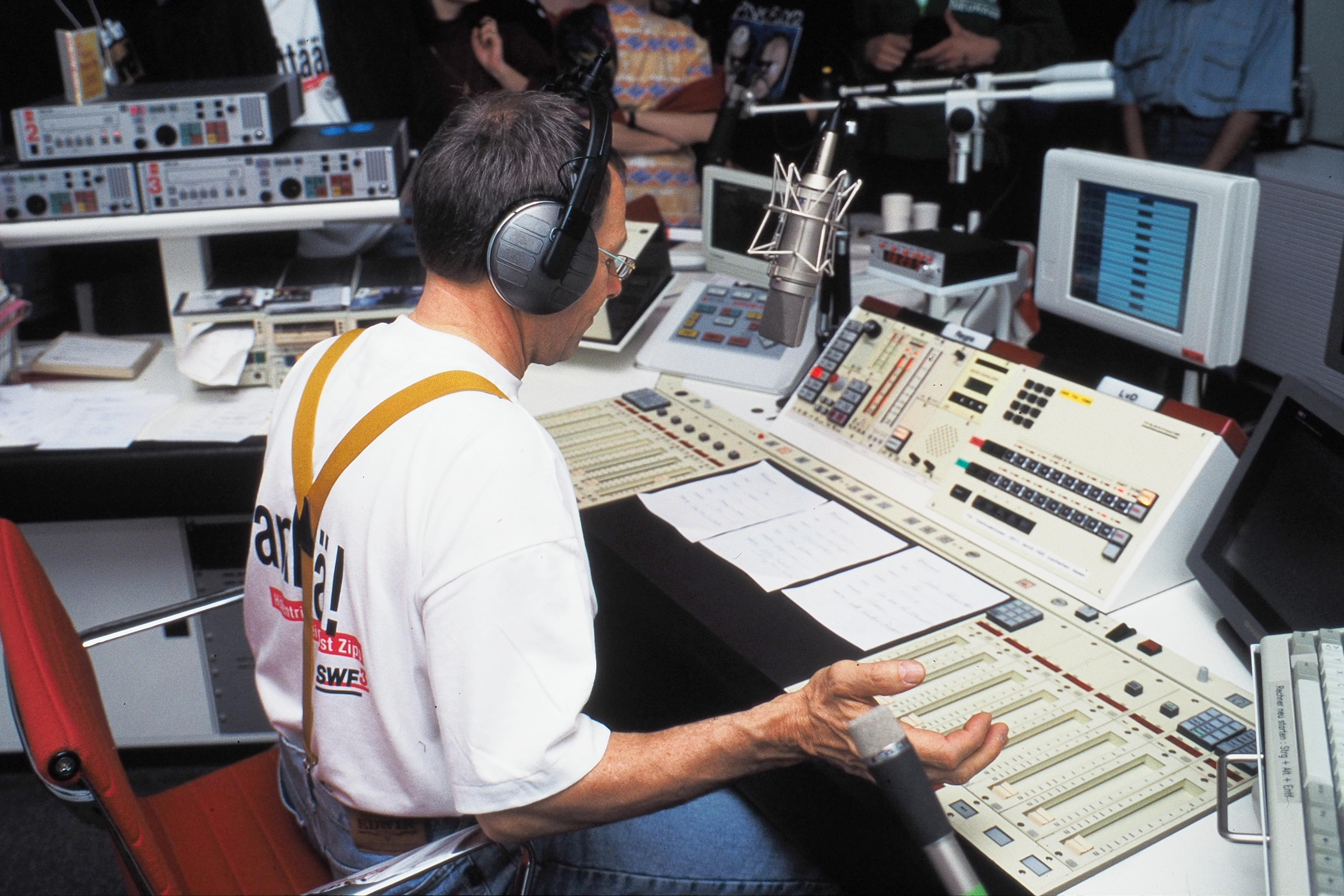
Keller auf Sendung im SWF3-Selbstfahrstudio. Im Hintergrund Besucher des SWF3-Festes am 30. April 1995, de facto Tag der Offenen Tür

Der gelernte Percussionist Ferdinand Keller (* 1936; † Juni 2002) war über viele Jahre Musikredakteur und Moderator bei der früheren Südwestfunk-Welle SWF3 in Baden-Baden, wo er 1974 seine Radiokarriere begann. Keller war SWF3-Moderator der ersten Stunde und begeisterte selbst im Alter von fast 60 Jahren mit seiner jungen und stets authentisch-fröhlichen Moderation im Umfeld eines Pop-Radioformats.
Keller wurde bekannt durch die tägliche Musiksendung SWF3 Musikbox. 1997 wechselte er zu SWF1 und moderierte dort zwei Jahre lang die samstägliche Keller-Party. 1999 ging er in den Vorruhestand.
Ferdinand Keller starb Anfang Juni 2002 im Alter von 66 Jahren nach langer, schwerer Krankheit.
| Personendaten    | Personendaten            |
| ---------------- | ------------------------ |
| NAME             | Keller, Ferdinand        |
| KURZBESCHREIBUNG | deutscher Musikredakteur |
| GEBURTSDATUM     | 1936                     |
| STERBEDATUM      | Juni 2002                |